# Terrence Trammell
Terrence R. Trammell (Atlanta, Georgia, 1978. november 23. –) amerikai atléta.
Kétszeres olimpiai ezüstérmes. Mind Sydneyben, mind Athénban második lett a száztíz méteres gátfutás döntőjében.
2003-ban a párizsi, 2007-ben az oszakai, 2009-ben pedig a berlini világbajnokságon lett ezüstérmes. Utóbbin mindössze egy század másodperccel maradt el a bajnok Ryan Brathwaite-tól.
A fedett pályás világbajnokságon kétszeres aranyérmes a hatvanméteres gátfutás számában.

## Egyéni legjobbjai
szabadtéri
- 100 méter síkfutás - 10,04
- 200 méter síkfutás - 20,74
- 110 méter gátfutás - 12,95

fedett
- 55 méter síkfutás - 6,12
- 60 méter síkfutás - 6,45
- 200 méter síkfutás - 21,79
- 55 méter gátfutás - 6,94
- 60 méter gátfutás - 7,37